# .ae
.ae este un domeniu de internet de nivel superior, pentru Emiratele Arabe Unite (ccTLD).